# Orthosiphon allenii
Orthosiphon allenii là một loài thực vật có hoa trong họ Hoa môi. Loài này được (C.H.Wright) Codd mô tả khoa học đầu tiên năm 1964.